# Joseph Schubert (kunstschilder)

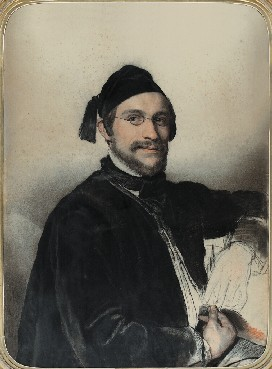
Portret van Joseph Schubert door Henri Van der Haert
(tussen 1840 en 1846)

Joseph Schubert (Brussel, 1816 – Elsene, 1885) was een Belgisch kunstschilder en grafisch kunstenaar.

## Levensloop
Joseph Schubert was leerling aan de Academie voor Schone Kunsten in Brussel tussen 1836 en 1842.
Hij heeft naam gemaakt als portretgraveur: het aanmaken van portretten van personen in een gemakkelijk reproduceerbare grafische techniek. Schubert had wel déze tegenslag dat hij op de arbeidsmarkt kwam op het ogenblik dat de fotografie haar doorbraak kende en de taak van de portretgraveur ging overnemen.
Andere bekende tijdgenoten-beoefenaars van het genre in België waren onder anderen de grafici Charles Baugniet, Charles Billoin en Jean-Baptiste Madou.

## Aquarellist
Schubert was lid van de in 1856 gestichte Brusselse vereniging “Société Royale Belge des Aquarellistes”, een vereniging die in de geest van de Britse “Watercolour Society” wilde werken en jaarlijks een tentoonstelling hield. Joseph Schubert volgde in 1876 Madou op als voorzitter en bleef in die functie tot 1879.

## Portretten en ander werk
- De kunstenaars W. Toovey (tekenaar), Pierre-Joseph Jacobs (schilder), Jean-Joseph Jaquet (beeldhouwer)
- De politici Hubert Dolez, Guillaume de Corswarem, Jacques-André Coghen, Henri de Brouckère, Alphonse Vandenpeereboom, Walthère Frère-Orban, Victor Pirson (Gouverneur van de provincie Namen)
- Andere : Jean-Joseph Khnopff, raadsheer bij het Hof van Cassatie en van zijn vrouw Marguerite-Victoire de Ridder (resp. 1860 en 1861), Albert Von Graefe, Léon Joliet (acteur), Louis De Potter, Pierre-Emmanuel Chazal (militair), A. Borguet (rector Universiteit Liège), Mevrouw Boch, Henry Barron (Secretaris van de Britse Vertegenwoordiging in Brussel), Mevrouw de Aynssa (zangeres), Jules Grévy (Frans president), F.J. Snoeck, Luitenant J.B. Wautier…

- Reproducties van kunstwerken van Edouard Hamman (Andreas Vesalius), H. Dillens, Markelbach, A. Roberti, Navez, E. De Block…

## Verzamelingen
- Brussel, Kon. Bibliotheek Albert I. Prentenkabinet. Verz. Schubert (meerdere volumes)
- Sint Niklaas, Stedelijk Museum
- Bergen (‘Mons’), Musée des Beaux-Arts
- Tervuren, Museum van Midden-Afrika